# 贝蒂·梅格斯
贝蒂·梅格斯（1921年12月5日—2012年7月2日）是一位美国人类学家和考古学家，史密森尼学会研究员，知名于在南非的发掘研究。